# بایستروم (کالیفرنیا)
بایستروم (به انگلیسی: Bystrom) یک منطقهٔ مسکونی در ایالات متحده آمریکا است که در شهرستان استانیسلاس، کالیفرنیا واقع شده‌است. بایستروم ۱٫۸۸۳ کیلومتر مربع مساحت و ۴٬۰۰۸ نفر جمعیت دارد و ۲۷ متر بالاتر از سطح دریا واقع شده‌است.